# Vicente Bochons
Vicente Bochons y Llorente (Valencia, 1845 - c. 1918) fue un maestro de obras español. Entre sus obras más conocidas se encuentra la Casa-Museo de Blasco Ibáñez.
Hijo de Vicente Bochons y Romá y sobrino de  Enrique Bochons y Romá, ambos maestros de obras, estudió en la Escuela Profesional de Bellas Artes de Valencia la carrera de maestro de obras entre 1866 a 1869 consiguiendo el título en 1870 a los veinticinco años.
En 1876 trabajó con el arquitecto Joaquín María Tomás Calvo en la construcción de la Casa Hospicio de la Misericordia y en la iglesia aneja.
Como maestro de obras, se centró en la obra privada construyendo desde «palacetes urbanos, viviendas residenciales y villas de recreo o chalets» hasta «naves industriales, alquerías, cobertizos, casitas para colonos, verjas y muros de cerramiento» «Fue también un promotor ocasional de inmuebles» y junto a los arquitectos Joaquín Arnau, José María Manuel Cortina Pérez , Antonio Ferrer Gómez, formó parte de La Protección Mutua, una sociedad constructora de casas para obreros en Valencia.

## Obras

### En la ciudad de Valencia
Dentro de sus obras pueden distinguirse cuatro etapas:

#### Ecléctica

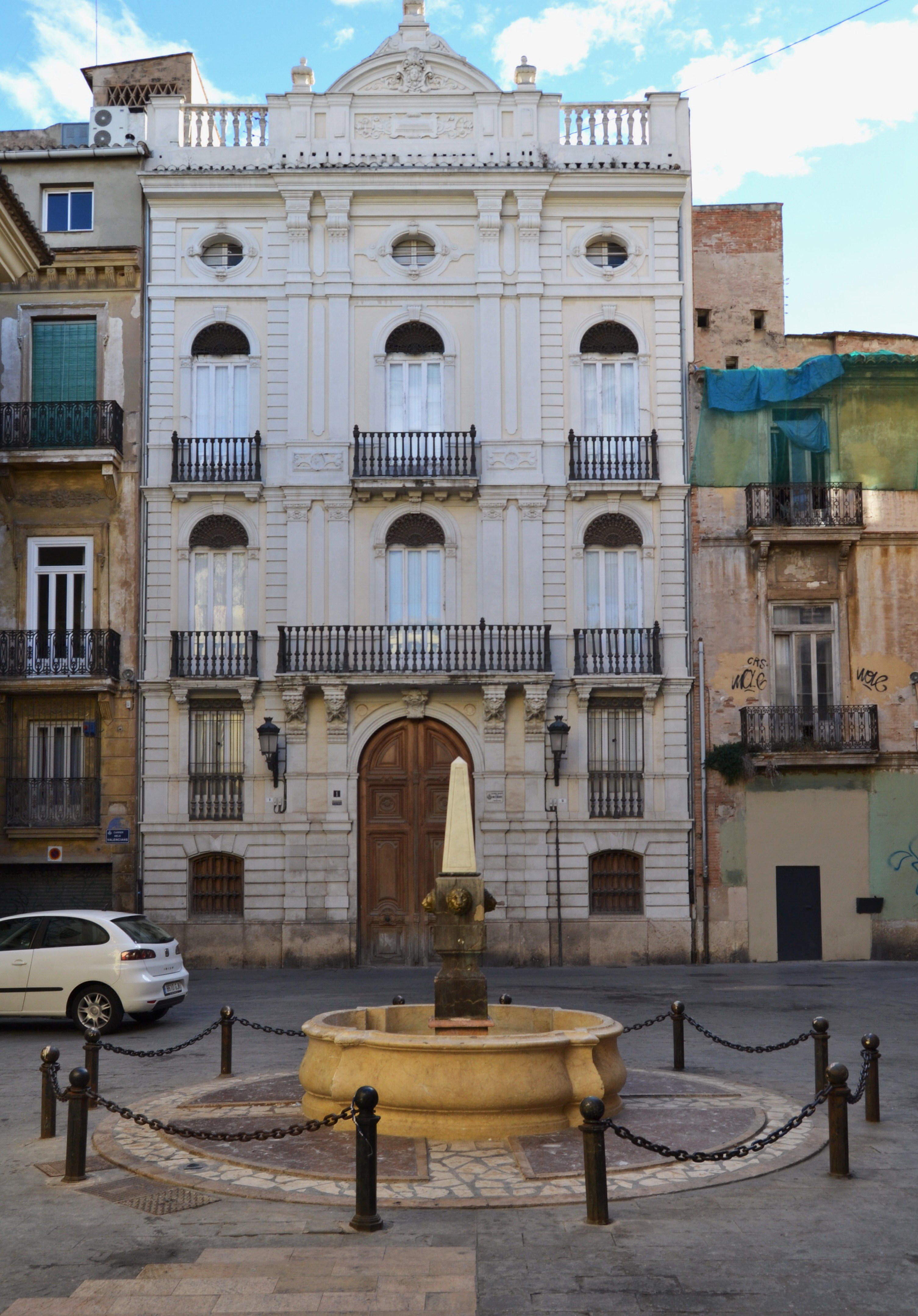
Palacete para Salvador Vives

Obras basadas en la arquitectura del “risorgimento” italiano tomando como modelo los palacetes urbanos de Peregrín Mustieles Cano y decoradas con elementos clásicos y renancentistas.
- Casa para Manuel Atard, en la calle del Conde de Almodóvar, n.º 4, 1881. Edificio decorado a la manera clásica con profusión de elementos neogriegos;[6]
- Palacete para Dolores Santisteban, calle del pintor Sorolla, n.º 13, 1889, con abundantes elementos decorativos renacentistas;[7]
- Palacete para Salvador Vives, plaza del Correo Viejo, n.º 1, 1889;[8]

#### Historicista-romántica

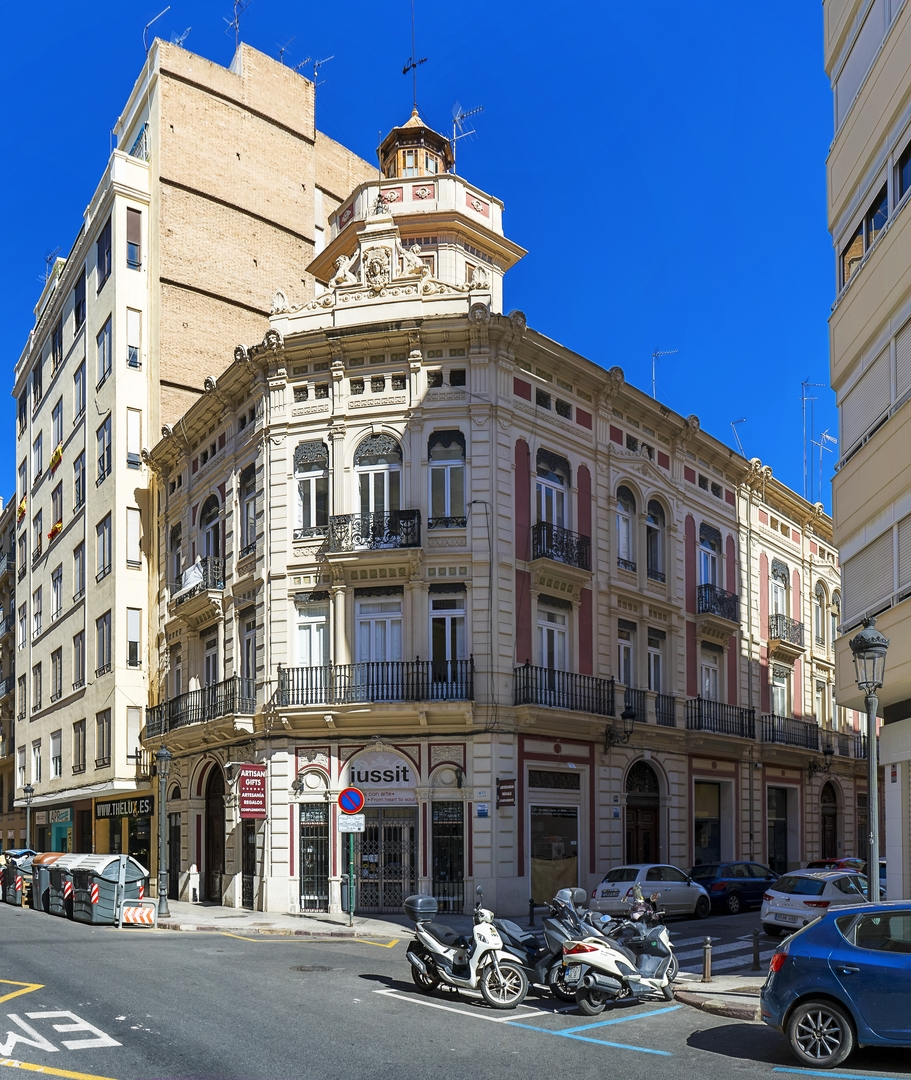
Casa para Miguel Costa (2020).En la calle Quart de Valencia

Etapa de fuerte raíz académica «con decoración de carácter capitalino en la que predomina el contraste entre los materiales (ladrillo barnizado, estucado, alicatado cerámico)».
- Casa para J. B. (puede que José Belloso), calle Guillén de Castro, n.º 161, hacia 1895, situada en el primer Ensanche de Valencia;[9]
- Casa para Miguel Costa, calle Quarte, n.º 63 con calle doctor Monserrat, números 30, 32 y 34, 1896. Se trata de uno de los primeros edificios de viviendas construidos en el Ensanche[10] y de la obra más emblemática de Bochons;[5]
- Casa para José María Codoñer, calle editor Manuel Aguilar, n.º 7, 1898[11] (derribada);[5]
- Casa Juan Lluesma, calle Náquera, n.º 6, 1900. Edificio con influencia del maestro de obras Lucas García;[12]
- Casa para Miguel Gil, Paseo de Ruzafa, n.º 8,1900.[13]

#### Modernista
Etapa, paralela a la anterior con una patente decoración “sezessionista”.
- Edificio de viviendas para Francisco Gimeno Gal, calle de Roteros, n.° 12 (antes 10 y 12), 1903;[14]
- Casa para José Vives Mora, Gran Vía Marqués del Turia, 1906 (derribada);[15]
- Edificio de viviendas para la Marquesa de la Romana, Grao de Valencia, 1909-1910 (demolido);[16]
- Casa Grau, calle de la Paz , n.° 36, 1905, obra proyectada por Peregrín Mustieles y concluida por Bochons.[17]

#### Neobarroca y neorrococó
Última etapa con una recargada ornamentación. Destacan:
- Casa para Domingo Gea, calle del Pintor Domingo, n° 29, con calle de Lope de Rueda, n°9, antigua de la Encarnación, 9 y 11, 1905;[19]
- Casa para Francisco Puchol y Carbonell, calle de Guillén de Castro, n° 31 (antes 130), 1906-1907;[20]
- Edificio de viviendas para Cristín Vicente Gascó Bochons, calle del Hospital, n° 12 y 14 (anteriormente 18 y 20), con esquina a la calle del editor Cabrerizo, antes de Vera, 1909-1913.[21]

#### Otros edificios
- Casa para Vicente Giménez Taberner en la calle de Murillo, n ° 19 (antaño 13), con fachada posterior en la calle de Tejedores, n.° 16 (antes 26), 1896;[22]
- Villa de recreo para Teresa Garnelo Fillol, hermana de los pintores Jaime e Isidoro Garnelo Fillol, en Benimámet, 1897;[23]
- Casa para Epifanio Amorós en la calle de Tarazona, números 13 y 15,1898;[24]
- Casa de recreo para Bartolomé Tarín, 1899 (desaparecido);[25]
- Alfarería para Desamparados Marzo Ferrer en la calle de la Corona, n.° 25, 1899;[25]
- Casino para Francisco Benaches (desaparecido), 1899;[26]
- Casinos para los hermanos Juan y Salvador Izquierdo y Alpera, 1900 (derribado hacia 1978);[27]
- Chalet para Miguel Caro, 1901 (desaparecido);[13]
- Casa de recreo para María Blasco y Cacho (chalé de Blasco Ibáñez), calle Isabel de Villena, n.º 159, junto a la playa de la Malvarrosa, 1902 (derribado en 1985 y reconstruido en 1995 a un tamaño menor). Edificio de estilo neohelenístico;[28]
- Chalets para Sixto Elizandro Fernández y José Sugrañes, junto a la playa de la Malvarrosa, 1902 (desaparecidos);[29]
- Casa de la calle del Conde de Montornés, n. ° 6, esquina a la del Poeta Liern, n.°1, 1902;[29]
- Casa para Antonio López Mateu, calle Ruzafa, n.º 22, 1903;[30]

## Galería de imágenes

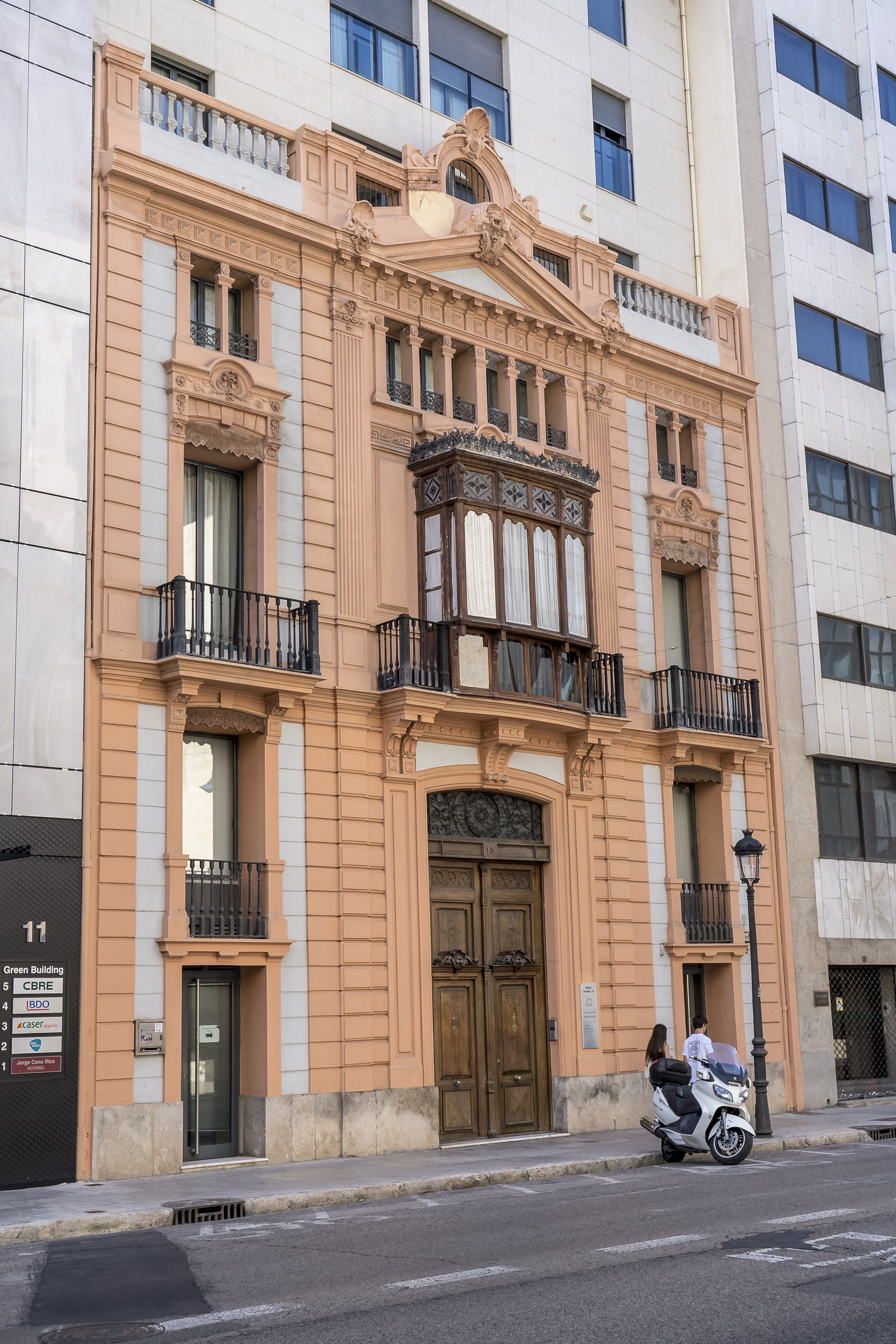
Palacete para Dolores Santisteban (1889)
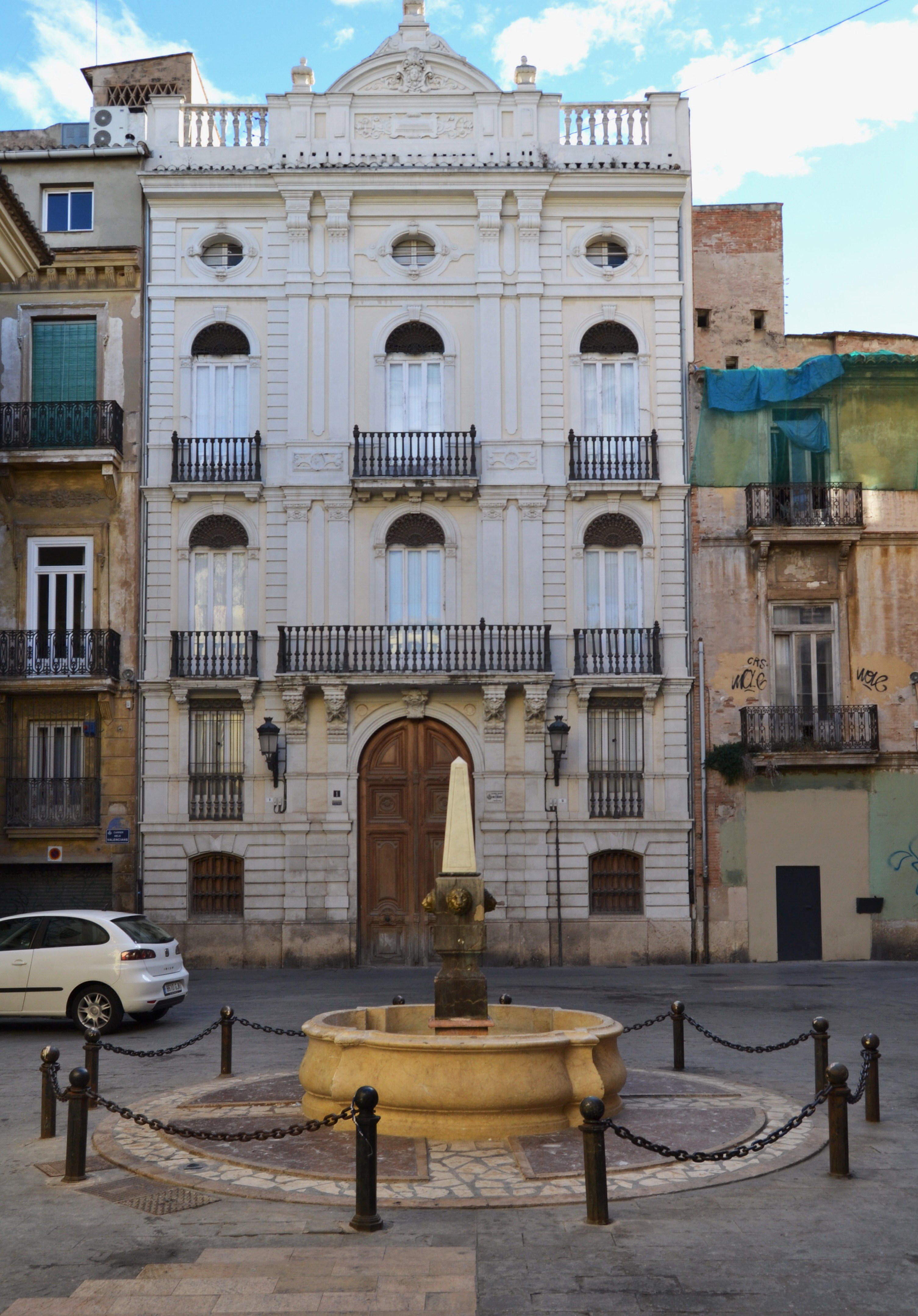
Palacete para Salvador Vives (1889)
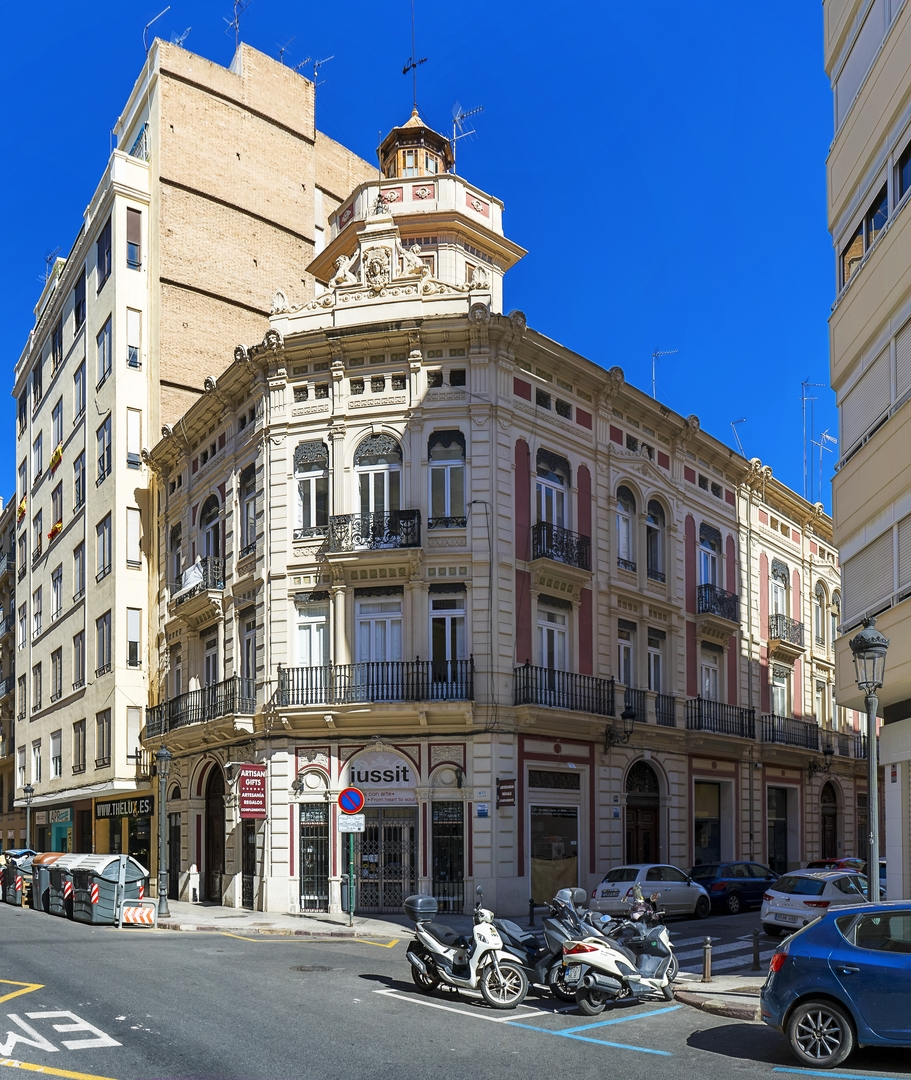
Casa para Miguel Costa (1896)
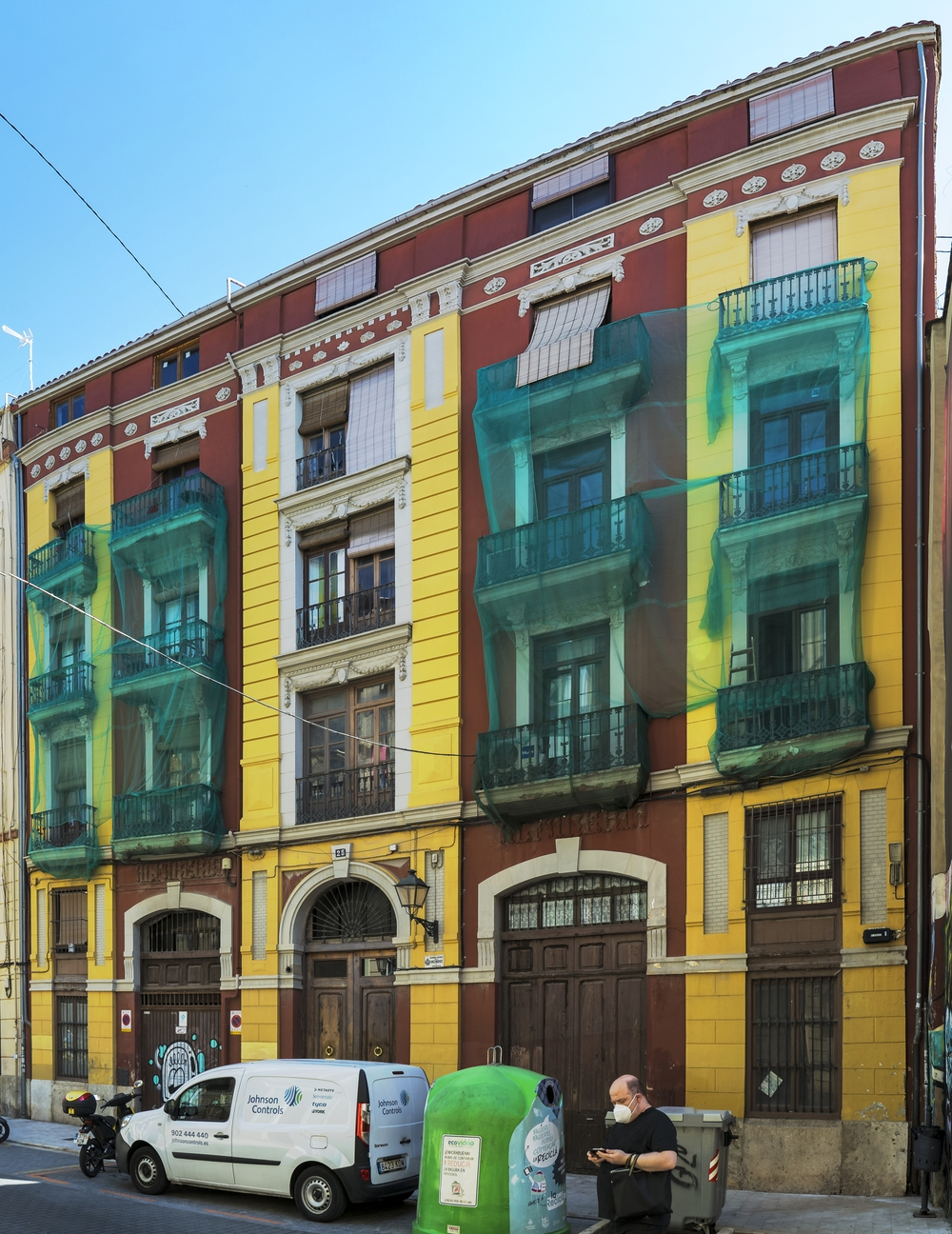
Alfarería para Desamparados Marzo Ferrer (1899)
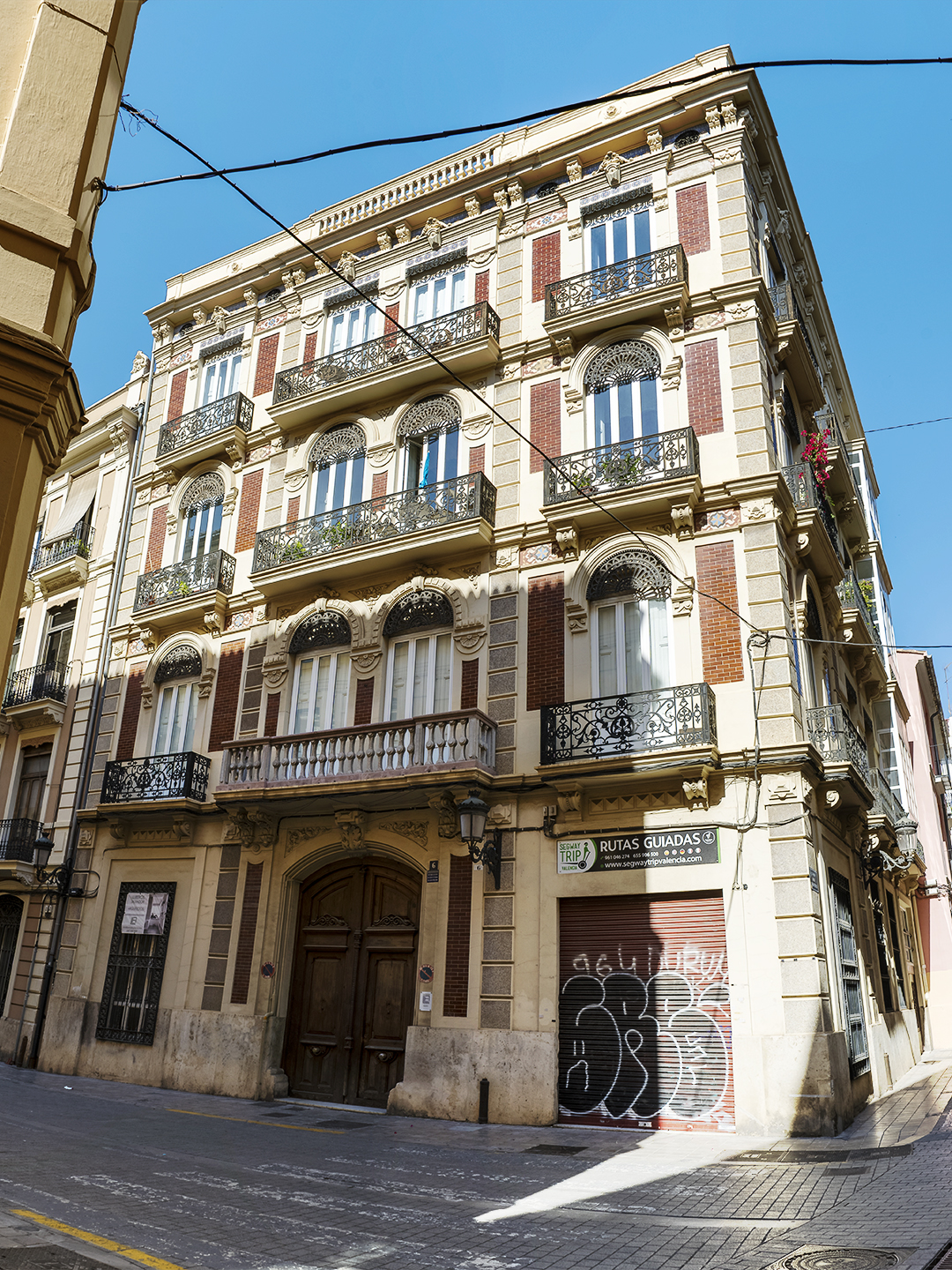
Casa Juan Lluesma (1900)
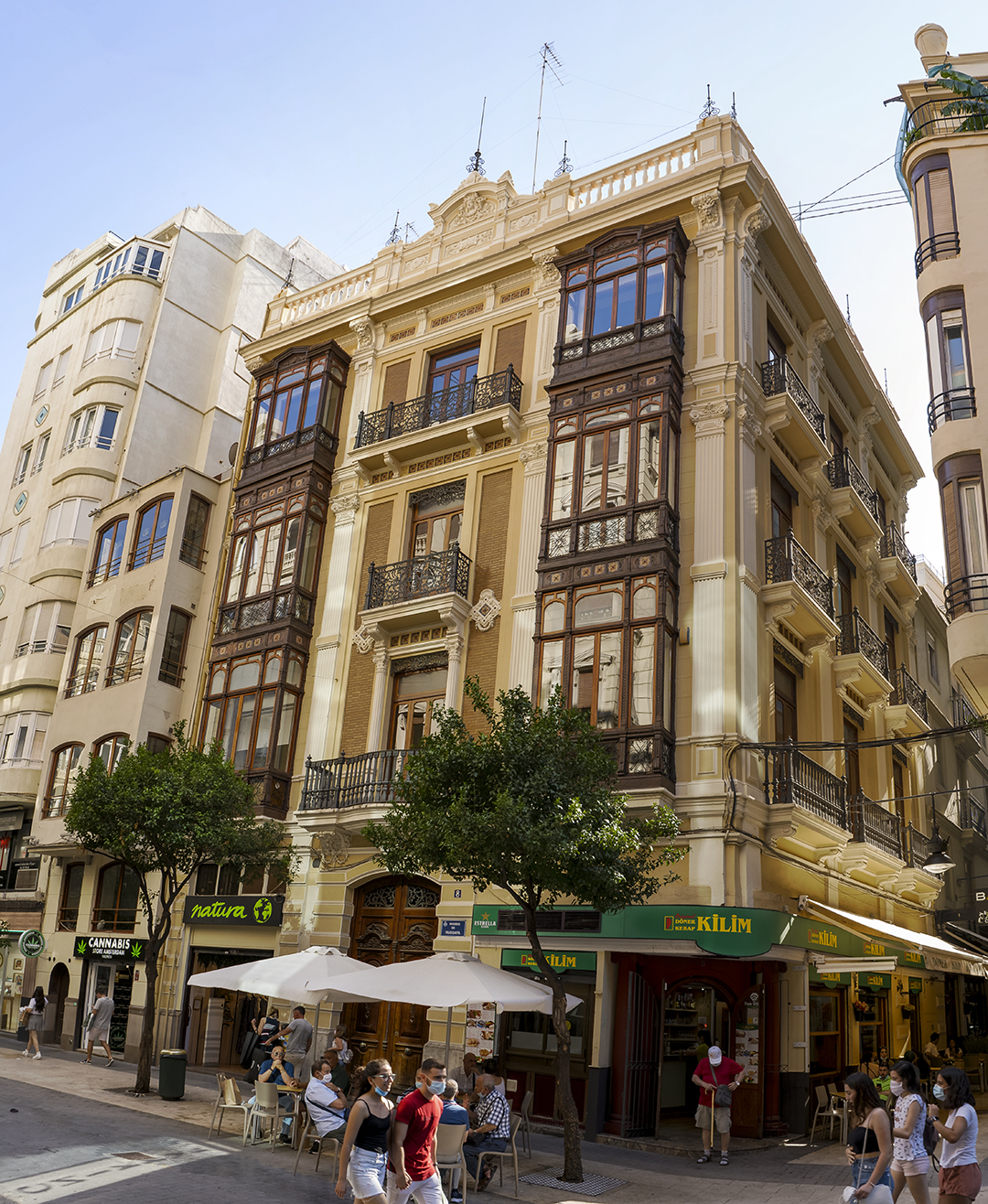
Casa para Miguel Gil (1900)
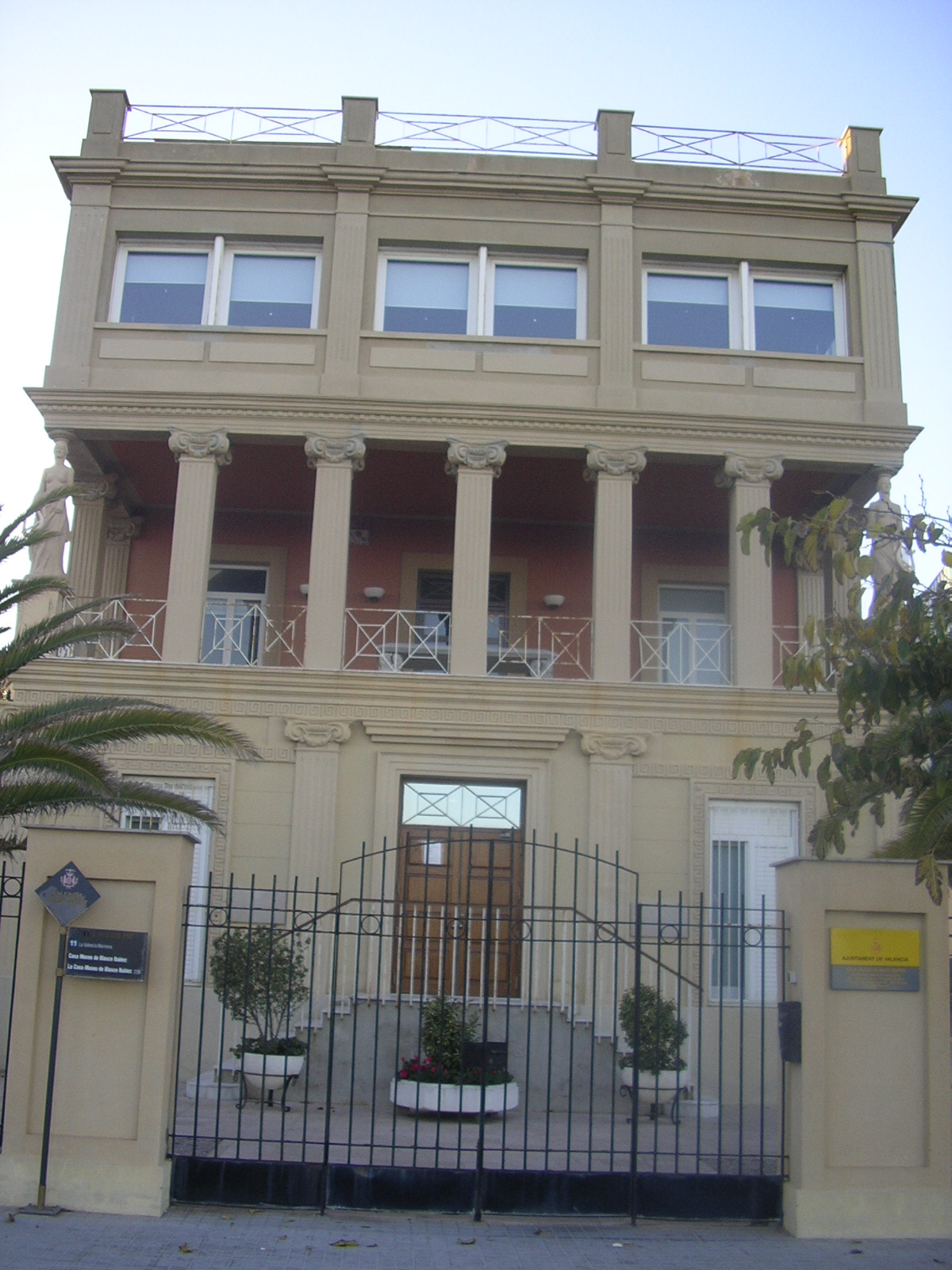
Casa de recreo para María Blasco y Cacho (1902)
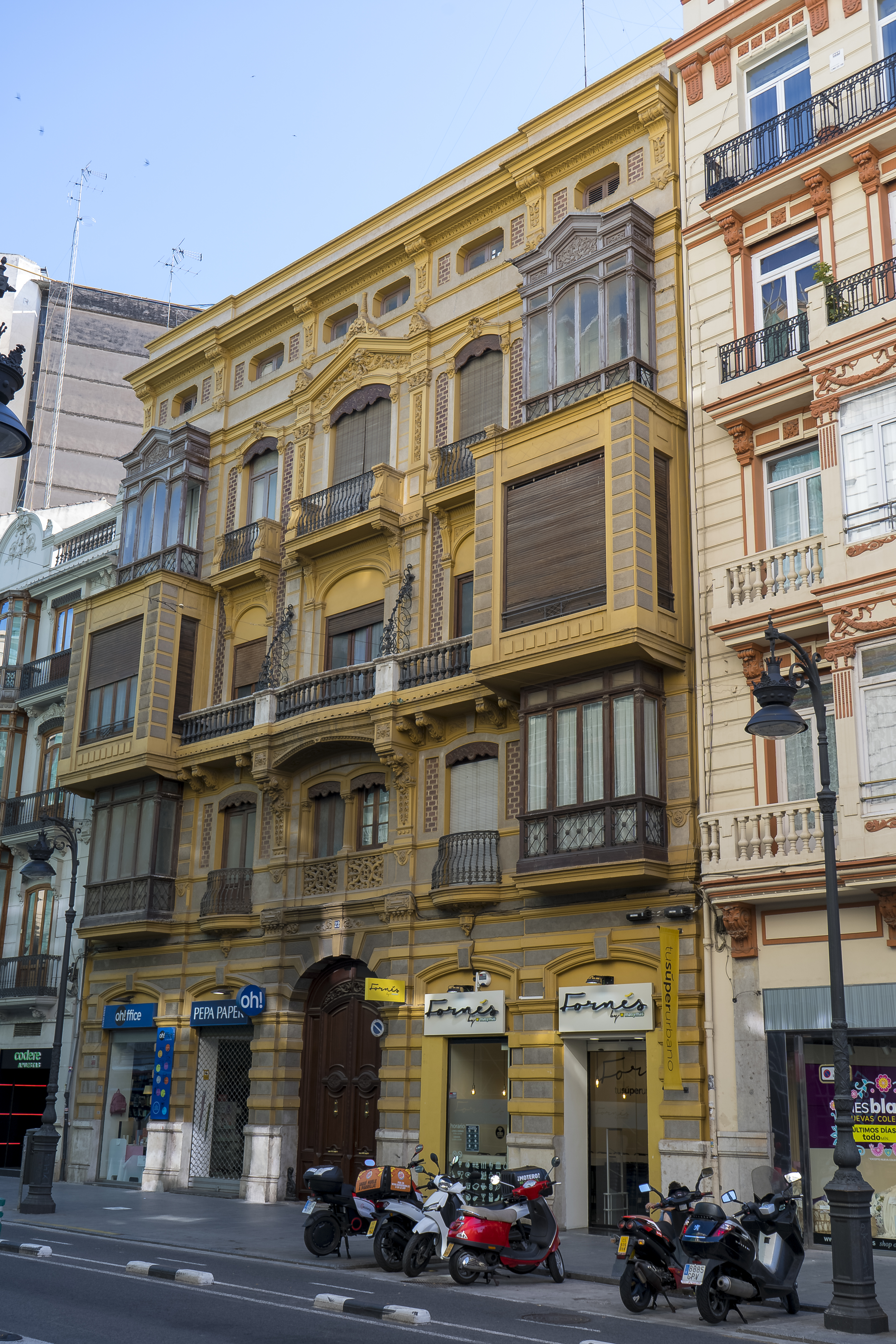
Casa para Antonio López Mateu (1903)
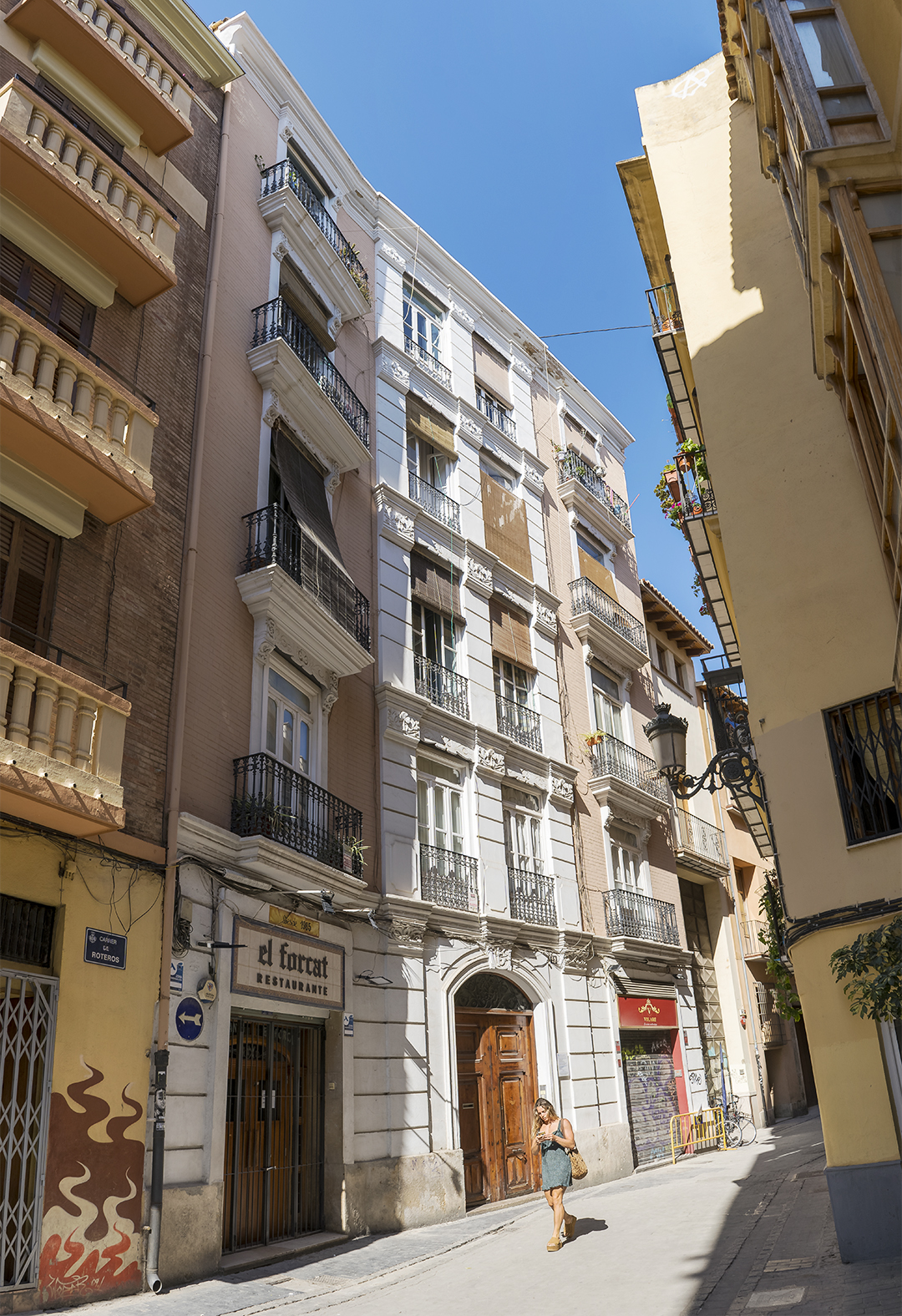
Edificio de viviendas para Francisco Gimeno Gal (1903)
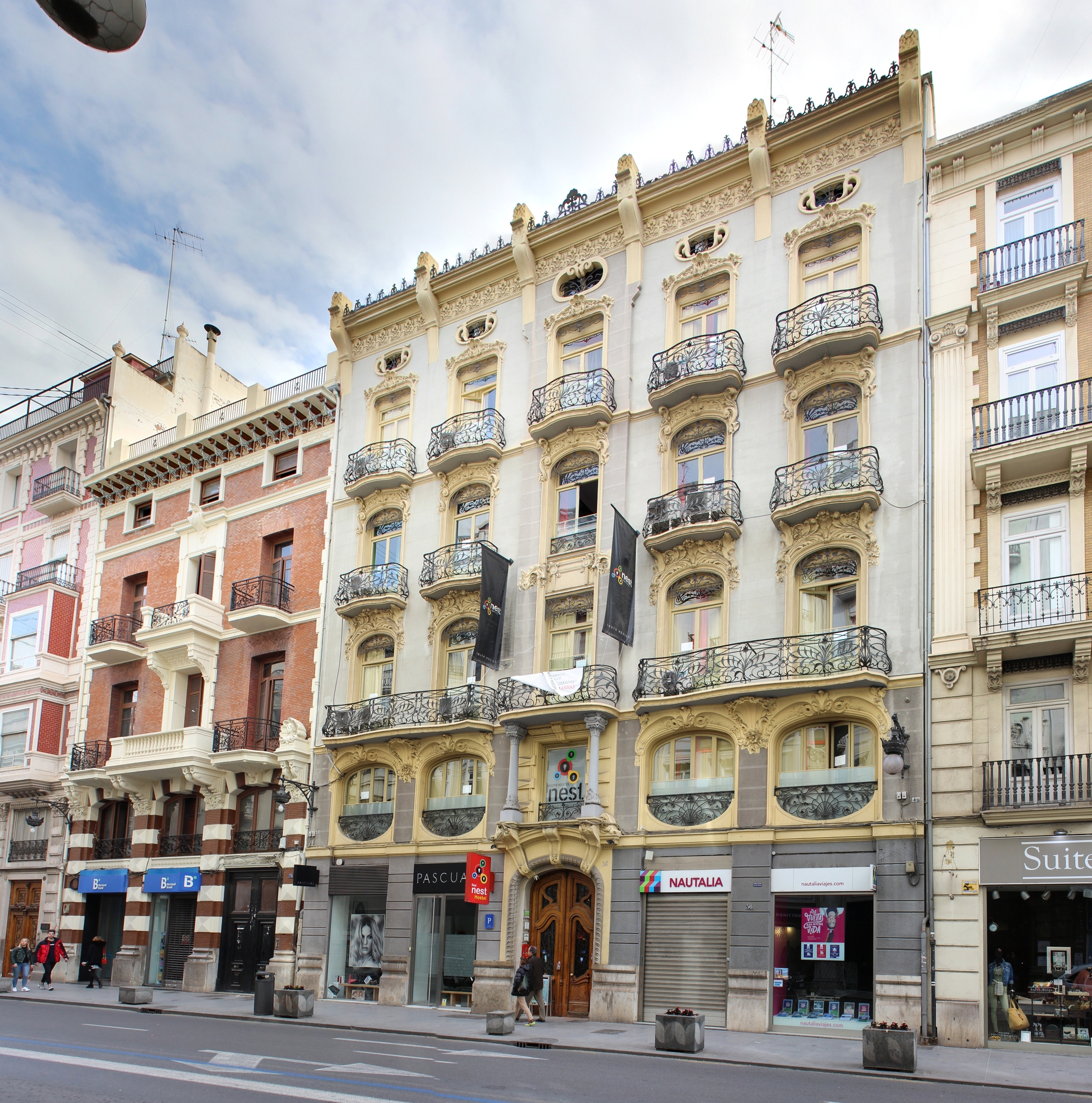
Casa Grau (1905), de Peregrín Mustieles Cano, terminada por Bochons
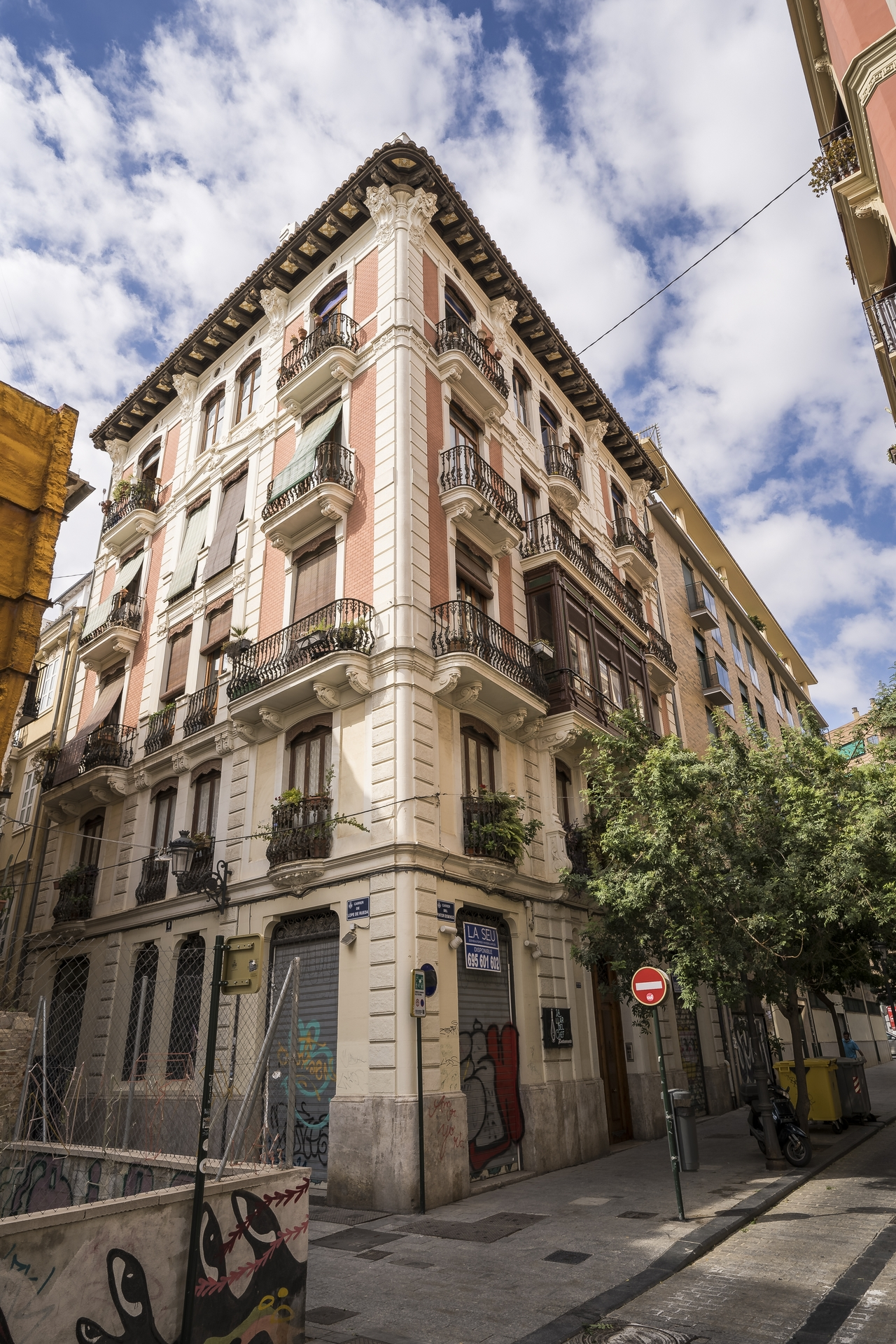
Casa para Domingo Gea (1905)
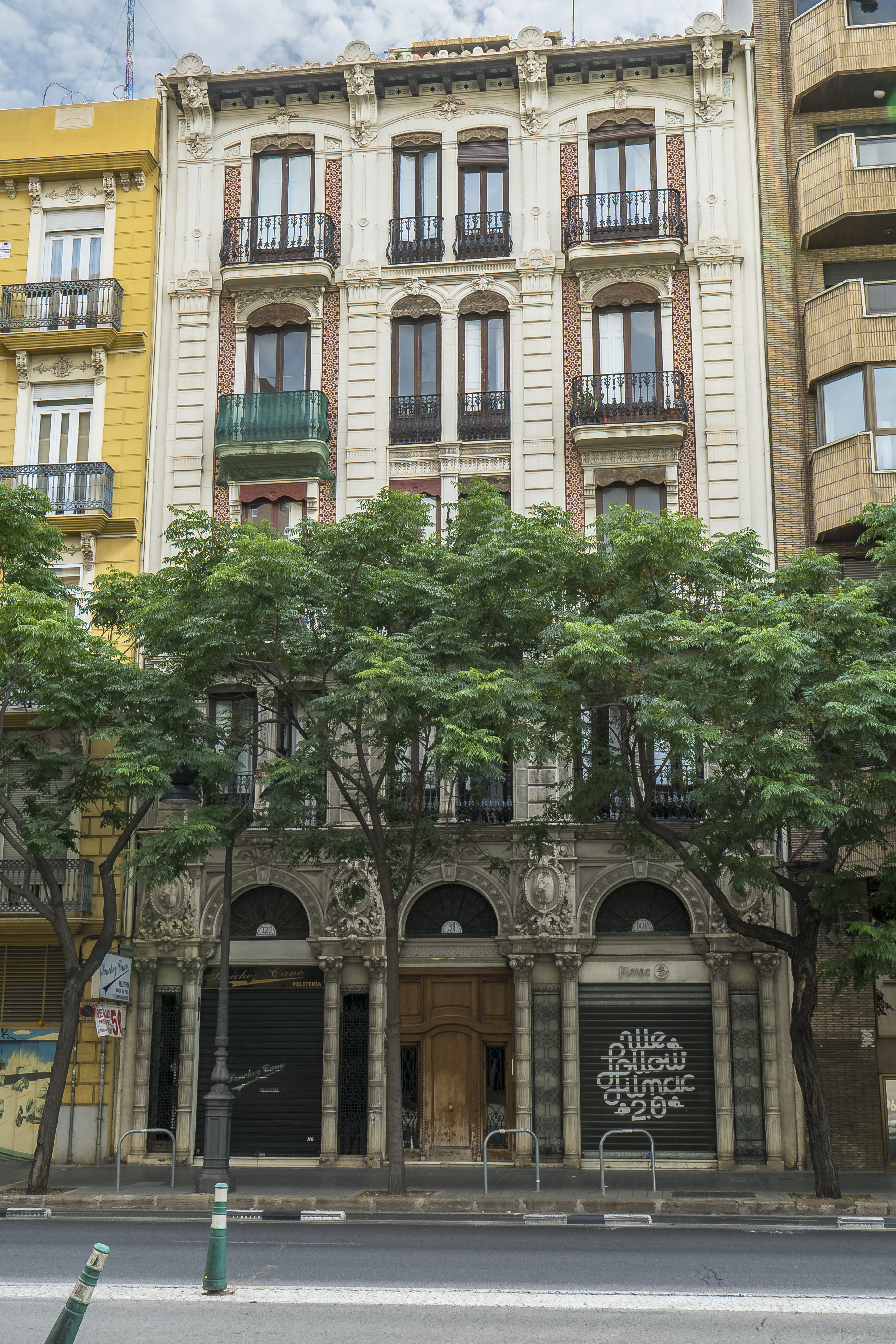
Casa para Francisco Puchol y Carbonell (1906)
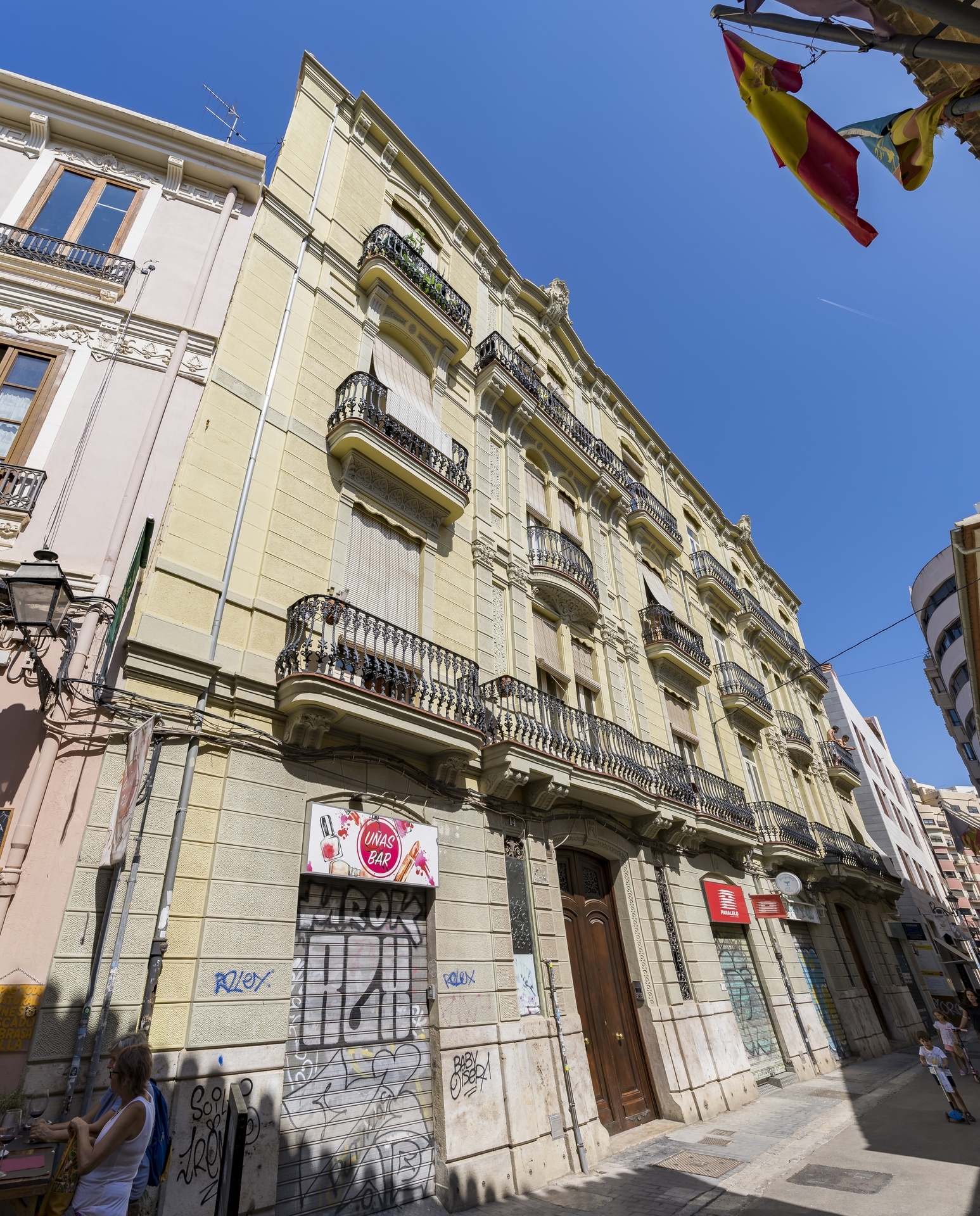
Edificio de viviendas para Cristín Vicente Gascó Bochons (1909-1913)